# Gérard Bricogne
Gérard Bricogne (* 1949) ist ein französischer Kristallograph.

## Leben
Bricogne wurde 1975 an der Universität Cambridge promoviert und war danach bis 1981 Research Fellow am Trinity College. 1981 bis 1983 war er Assistant Professor an der Columbia University und ab 1983 Directeur de recherche des CNRS am Synchrotronstrahlungslabor LURE in Orsay und in der Abteilung Biologie des CNRS.
Bricogne forscht in mathematischen Methoden in der Kristallographie und war an einer Umwälzung der beteiligt mit neuen Methoden die Strukturen von sehr großen Makromolekülen in der Biologie aus Röntgenbeugungsdaten zu bestimmen. 1978 gelang ihm erstmals die Bestimmung der Struktur eines Virus (des Tabakmosaikvirus und des Tomato-bushy-stunt-Virus) auf atomarer Ebene (mit Aaron Klug und anderen).
Er ist Direktor und Gründer (1996) von Global Phasing Company in Cambridge.
1993 bis 1998 war er Gastwissenschaftler am MRC-Labor für Molekularbiologie in Cambridge und 1992 Gastwissenschaftler am Howard Hughes Medical Institute. 1992/93 war er Tage-Erlander-Gastprofessor in Uppsala.
1999 wurde er korrespondierendes Mitglied der Académie des sciences in der Sektion Mathematik. 1988 wurde er Mitglied der European Molecular Biology Organization (EMBO), in deren wissenschaftlichem Rat er 1985 bis 1990 war.
2005 wurde er Ehrendoktor in Uppsala und 2008 erhielt er den Gregori-Aminoff-Preis der schwedischen Akademie der Wissenschaften. 1994 erhielt er den Dorothy Hodgkin Prize, 1985 den Prix Grammaticakis-Neumann der Académie des Sciences und 1999 den Patterson Award der American Crystallographic Association.

## Schriften
- Maximum entropy and the foundations of direct methods, Acta Crystallographica, A 40, 1984, S. 410–445
- Fourier transforms in crystallography: theory, algorithms and applications, in: International tables for crystallography, Vol. B, 1993. S. 23–106
- The Bayesian statistical viewpoint on structure determination: basic concepts and examples, Meth. Enzymol., Band 276, 1997, S. 361–423